# Octane (film)
Octane is een thriller-horrorfilm uit 2003 onder regie van Marcus Adams.

## Verhaal
Wanneer moeder Senga met haar rebelse dochter Natasha op een avond naar huis rijdt, ziet ze vreemde mensen. Wanneer ze ervandoor gaan met Natasha, wordt ze helemaal gek.

## Rolverdeling
| Acteur               | Personage             |
| -------------------- | --------------------- |
| Madeleine Stowe      | Senga Wilson          |
| Mischa Barton        | Natasha 'Nat' Wilson  |
| Bijou Phillips       | Lifter                |
| Jonathan Rhys-Meyers | "De Vader"            |
| Norman Reedus        | "Herstellende" meneer |
| Amber Batty          | Mevrouw op vakantie   |